# Geena Davis
Virginia Elizabeth „Geena” Davis (Wareham, Massachusetts, 1956. január 21. –) Oscar-díjas és Golden Globe-díjas, amerikai színésznő, producer, író, modell.

## Élete
Szülei Lucille tanárnő, és William Morris építészmérnök. Tinikorában a zene érdekelte leginkább. Zongorázni, fuvolázni és dobolni tanult. Tizenévesként már eléggé jól játszott, így orgonistaként szolgált az egyházánál Warehamben. Beiratkozott a New England College-be, ahol dráma szakon vizsgázott, 1979-ben kapott főiskolai diplomát.

## Filmográfia

### Film
| Év   | Magyar cím                                 | Eredeti cím                              | Szerep                                       | Magyar hang         |
| ---- | ------------------------------------------ | ---------------------------------------- | -------------------------------------------- | ------------------- |
| 1982 | Aranyoskám                                 | Tootsie                                  | April Page                                   | Rák Kati            |
| 1985 | Fletch                                     | Fletch                                   | Larry                                        | Kocsis Judit        |
| 1985 | Transylvania 6-5000                        | Transylvania 6-5000                      | Odette                                       | Farkasinszky Edit   |
| 1986 | A légy                                     | The Fly                                  | Veronica "Ronnie" Quaife                     | Kiss Virág Magdolna |
| 1988 | Beetlejuice – Kísértethistória             | Beetlejuice                              | Barbara Maitland                             | Herczeg Csilla      |
| 1988 | A földi lányok csábítóak                   | Earth Girls Are Easy                     | Valerie Gail                                 | Vándor Éva          |
| 1988 | Az alkalmi turista                         | The Accidental Tourist                   | Muriel Pritchett                             | Tóth Enikő          |
| 1990 | Viszem a bankot                            | Quick Change                             | Phyllis Potter                               | Györgyi Anna        |
| 1991 | Thelma és Louise                           | Thelma & Louise                          | Thelma Dickinson                             | Nyírő Beáta         |
| 1992 | Micsoda csapat!                            | A League of Their Own                    | Dottie Hanson                                | Nyakó Júlia         |
| 1992 | Mondvacsinált hős                          | Hero                                     | Gale Gayley                                  | Kocsis Mariann      |
| 1994 | Angie                                      | Angie                                    | Angie Scacciapensieri                        | Kovács Nóra         |
| 1994 | Hallgass velem                             | Speechless                               | Julia Mann                                   | Kocsis Judit        |
| 1994 | Hallgass velem                             | Speechless                               | Julia Mann                                   | Götz Anna           |
| 1995 | A kincses sziget kalózai                   | Cutthroat Island                         | Morgan Adams                                 | Juhász Judit        |
| 1996 | Utánunk a tűzözön                          | The Long Kiss Goodnight                  | Samantha Caine / Charlene "Charly" Baltimore | Györgyi Anna        |
| 1999 | Stuart Little, kisegér                     | Stuart Little                            | Mrs. Eleanor Little                          | Kovács Nóra         |
| 2002 | Stuart Little, kisegér 2.                  | Stuart Little 2                          | Mrs. Eleanor Little                          | Kovács Nóra         |
| 2005 | Stuart Little, kisegér 3. – A vadon hívása | Stuart Little 3: Call of the Wild        | Mrs. Eleanor Little (hangja)                 | Kovács Nóra         |
| 2009 | Mindenkit érhet baleset                    | Accidents Happen                         | Gloria Conway                                |                     |
| 2013 | Hamarosan...                               | In a World...                            | Katherine Huling                             | Kovács Nóra         |
| 2014 | Amikor Marnie ott volt                     | When Marnie Was There                    | Yoriko Sasaki (angol hangja)                 |                     |
| 2016 |                                            | Me Him Her                               | Mrs. Ehrlick                                 |                     |
| 2017 |                                            | Marjorie Prime                           | Tess                                         |                     |
| 2017 | Ne beszélj Irene-nal!                      | Don't Talk to Irene                      | önmaga                                       | Kovács Nóra         |
| 2018 |                                            | This Changes Everything (dokumentumfilm) | önmaga                                       |                     |
| 2020 | Ava                                        | Ava                                      | Bobbi                                        | Kovács Nóra         |
| 2023 |                                            | Fairyland                                | Munca                                        |                     |
| 2024 | Vészjelzés                                 | Blink Twice                              | Stacy                                        | Kovács Nóra         |

### Televízió
| Év        | Magyar cím                   | Eredeti cím                        | Szerep                       | Megjegyzések                               |
| --------- | ---------------------------- | ---------------------------------- | ---------------------------- | ------------------------------------------ |
| 1983      | Knight Rider                 | Knight Rider                       | Grace Fallon                 | 1 epizód                                   |
| 1983–1984 |                              | Buffalo Bill                       | Wendy Killian                | 26 epizód                                  |
| 1984      |                              | Fantasy Island                     | Patricia Grayson             | 1 epizód                                   |
| 1984      |                              | Riptide                            | Dr. Melba Bozinsky           | 1 epizód                                   |
| 1984–1986 | Családi kötelékek            | Family Ties                        | Karen Nicholson              | 3 epizód                                   |
| 1985      | Titkos fegyverek             | Secret Weapons                     | Tamara Reshevsky / Brenda    | tévéfilm                                   |
| 1985      |                              | Remington Steele                   | Sandy Dalrymple              | 1 epizód                                   |
| 1985      |                              | Sara                               | Sara McKenna                 | 13 epizód                                  |
| 1989      |                              | Trying Times                       | Daphne                       | 1 epizód                                   |
| 1990      |                              | The Earth Day Special              | Kim                          | különkiadás                                |
| 2000–2001 |                              | The Geena Davis Show               | Teddie Cochran               | 22 epizód                                  |
| 2004      | Will és Grace                | Will & Grace                       | Janet Adler                  | 1 epizód                                   |
| 2005–2006 | Az elnöknő                   | Commander in Chief                 | Mackenzie Allen elnök        | 18 epizód                                  |
| 2009      |                              | Exit 19                            | Gloria Woods                 | tévéfilm                                   |
| 2012      |                              | Coma                               | Dr. Agnetta Lindquist        | minisorozat (2 epizód)                     |
| 2013      |                              | Untitled Bounty Hunter Project     | Mackenzie Ryan               | eladatlan próbaepizód                      |
| 2013      | Dr. Plüssi                   | Doc McStuffins                     | Persephone hercegnő (hangja) | 1 epizód                                   |
| 2014–2018 | A Grace klinika              | Grey's Anatomy                     | Dr. Nicole Herman            | 13 epizód                                  |
| 2015      | Anna és a droidok            | Annedroids                         | tanuló                       | 1 epizód                                   |
| 2016      | Az ördögűző                  | The Exorcist                       | Regan MacNeil / Angela Rance | - 10 epizód - magyar hangja: - Kovács Nóra |
| 2019      | She-Ra és a lázadó hercegnők | She-Ra and the Princesses of Power | Huntara (hangja)             | 3 epizód                                   |
| 2019      | GLOW                         | GLOW                               | Sandy Devereaux St. Clair    | 6 epizód                                   |
| 2019–2022 |                              | Mission Unstoppable                | nem szerepel                 | vezető producer                            |

## Díjai
- 1989 – Oscar-díj legjobb női mellékszereplő Az alkalmi turista
- 1996 – David di Donatello-díj legjobb külföldi színésznő  Thelma és Louise
- 2006 – Golden Globe-díj legjobb női főszereplő (drámasorozat) Az elnöknő
- 2020 – Jean Hersholt Humanitárius Díj [13]

## Érdekességek
- 1973-ban egy évig cserediák volt a svédországi Sandvikenben, és folyékonyan beszél svédül.
- 2000-ben Davis az Egyesült Államok olimpiai íjászcsapatának döntőse volt.
- 2001. szeptember 1-jén Davis összeházasodott az iráni-amerikai Dr. Reza Jarrahyval. Három gyermekük született: Alizeh Keshvar (2002. április 10.) és testvérei az ikrek: Kian William Jarrahy és Kaiis Steven Jarrahy (2004. május 6.) A házasság Davis 4. házassága volt; korábban házasságban élt Richard Emmolóval (több mint 1 évig); majd  Jeff Goldblum színésszel, akivel főszerepet játszott 3 filmben: Erdély 6-5000, The Fly (A légy) és Earth Girls Are Easy (A földi lányok csábítóak) (1987–1990) és Renny Harlin rendezővel, aki A Kincses-sziget kalózai (1995) és az Utánunk a tűzözön (1996) című filmekben dolgozott együtt a színésznővel rendezőként.

## Fordítás
- Ez a szócikk részben vagy egészben  a   Geena Davis című angol Wikipédia-szócikk fordításán alapul.  Az eredeti cikk szerkesztőit annak laptörténete sorolja fel. Ez a jelzés csupán a megfogalmazás eredetét és a szerzői jogokat jelzi, nem szolgál a cikkben szereplő információk forrásmegjelöléseként.